# Pedro Rodríguez de la Vega
Pedro Rodríguez de la Vega (Città del Messico, 18 gennaio 1940 – Norimberga, 11 luglio 1971) è stato un pilota automobilistico messicano.
Pilota dallo stile di guida preciso e metodico, era tra i migliori della sua generazione nelle corse sul bagnato.
A differenza di quella del fratello Ricardo, la sua carriera ebbe uno sviluppo più lento, ma riuscì a imporsi in due Gran Premi di Formula 1 e soprattutto nel Campionato internazionale sportprototipi in cui portò la Porsche a vincere i mondiali 1970 e 1971, oltre alla 24 Ore di Le Mans 1968. Nel 1971 fu vittima di un incidente mortale durante una gara di vetture sport sul circuito tedesco del Norisring a Norimberga. A lui e al fratello Ricardo, ugualmente morto in pista, durante le prove di una gara automobilistica, è intitolato l'Autodromo di Città del Messico.

## Carriera
Nato a Città del Messico, era il fratello maggiore di Ricardo Rodríguez.
I due erano soprannominati "I piccoli messicani".
Entrambi i fratelli iniziarono a correre in bicicletta prima e poi in moto diventando campioni del Messico. Pedro divenne campione nazionale di motociclismo nel 1953 e nel 1954.
Il suo debutto internazionale nelle corse automobilistiche avvenne a Nassau nel 1957 al volante di una Ferrari, assieme al fratello Ricardo su una Porsche.
Era appena diciottenne quando l'importatore della Ferrari, Luigi Chinetti, lo iscrisse alla 24 Ore di Le Mans al volante di una Ferrari 500 TR, poiché Ricardo non poteva correre perché troppo giovane. Pedro fece coppia con José Behra, fratello di Jean Behra. Pedro tornò ogni anno a Le Mans, per un totale di 14 partecipazioni con una vittoria, nel 1968, in coppia con il pilota italo-belga Lucien Bianchi su una Ford GT40 del team J.W. Automotive Engineering Ltd.
Nel 1962 il fratello Ricardo perse la vita in un terribile incidente durante le prove del Gran Premio del Messico, e in seguito alla tragica scomparsa, decise di ridurre parzialmente i suoi impegni nel mondo dell'automobilismo dedicandosi alla sua azienda di importazione di automobili.
Tuttavia, nel 1963 vinse a Daytona la gara del Mondiale Marche e partecipò al suo primo Gran Premio di Formula 1 con la Lotus in USA e Messico, continuando a correre sporadicamente in Formula 1 fino al 1966 con la Ferrari e la Lotus.
Fu solo a partire dal 1967 che gli fu offerto di disputare un'intera stagione. Vinse la sua gara inaugurale in Sud Africa a bordo di una Cooper-Maserati. Negli anni seguenti si alternò tra BRM, Parnell BRM e l Ferrari e nuovamente BRM, con cui vinse il suo secondo Gran Premio a Spa nel 1970. Fu tra i migliori piloti della sua generazione sul bagnato, e dopo aver corso da pilota ufficiale per la Ferrari nel Campionato Mondiale Marche del 1969 con la 312 P, tornò nel team Wyer-Gulf nel 1970, al volante della Porsche 917.
In precedenza aveva già difeso, nel 1968, i colori dello stesso team e al volante di una Ford GT 40, in coppia con l'italo-belga Lucien Bianchi, aveva vinto la 24 Ore di Le Mans, sostituendo il pilota titolare di Wyer, Jacky Ickx, rimasto infortunato. Grazie anche all'apporto di Rodriguez, la Ford nel 1968 e la Porsche nel biennio 1970-71 conquistarono il Campionato Mondiale Marche. Divenne uno dei campioni più eclettici dello sport automobilistico, correndo nei campionati Can-Am, NASCAR, partecipando anche ad alcuni rallies ed infine diventando Campione nordamericano di corse su ghiaccio nel 1970.
Morì in una gara del campionato Interserie, al Norisring, in Germania, l'11 luglio 1971, al volante di una Ferrari 512M della Scuderia di Herbert Müller, il suo amico svizzero col quale aveva partecipato alla Targa Florio nel 1971 al volante di una Porsche 908/3.
Rimpatriata la salma, questa venne inumata nel cimitero Panteón Español di Città del Messico, accanto al fratello Ricardo.

## Vita privata
Era solito portare con sé una scorta di tabasco con la quale insaporiva le pietanze. Molto superstizioso, portava sempre al dito un anello, ricordo del fratello scomparso Ricardo. Smarrì l'anello nel 1971 in un aeroporto statunitense e confidò alla stampa di non sentirsi più sicuro. Fece fare una copia esatta dell'anello ma ribadì ai giornalisti che non era la stessa cosa, pochi mesi dopo perse la vita al Norisring.
Era sposato in Messico con Angelina Dammy, ma ha anche avuto una compagna in Inghilterra, Glenda Foreman, con la quale ha vissuto a Bray nei suoi ultimi anni, ma non ha lasciato figli.

## Commemorazioni
Il primo tornante del Daytona International Speedway (il tornante a destra) è stato battezzato curva Pedro Rodríguez, e l'autodromo di Città del Messico è stato intitolato in memoria sua e del fratello Ricardo: Autodromo Hermanos Rodríguez ("fratelli Rodríguez"). Nel luglio 2006, 35 anni dopo la sua morte, una targa di bronzo è stata piazzata nel luogo del suo incidente a Norimberga, uno sforzo congiunto della Scuderia Rodríguez (la fondazione di famiglia), e le autorità cittadine. La Scuderia mantiene viva la sua memoria, e quella di suo fratello, e funziona da registro delle Rodríguez's memorabilia and cars certificandole; il suo segretario generale Carlos Jalife pubblicherà il primo volume della biografia dei Rodríguez nel 2006, con il secondo che seguirà a breve.

## Risultati completi F1
| 1963 | Scuderia | Vettura |  |  |  |  |  |  |  |     |     |  |  |  |  | Punti | Pos. |
| ---- | -------- | ------- |  |  |  |  |  |  |  | --- | --- |  |  |  |  | ----- | ---- |
| 1963 | Lotus    | 25      |  |  |  |  |  |  |  | Rit | Rit |  |  |  |  | 0     |      |

| 1964 | Scuderia | Vettura   |  |  |  |  |  |  |  |  |  |   |  |  |  | Punti | Pos. |
| ---- | -------- | --------- |  |  |  |  |  |  |  |  |  | - |  |  |  | ----- | ---- |
| 1964 | Ferrari  | 156 F1-63 |  |  |  |  |  |  |  |  |  | 6 |  |  |  | 1     | 22º  |

| 1965 | Scuderia | Vettura             |  |  |  |  |  |  |  |  |   |   |  |  |  | Punti | Pos. |
| ---- | -------- | ------------------- |  |  |  |  |  |  |  |  | - | - |  |  |  | ----- | ---- |
| 1965 | Ferrari  | Ferrari 1512/152 F1 |  |  |  |  |  |  |  |  | 5 | 7 |  |  |  | 2     | 14º  |

| 1966 | Scuderia | Vettura |  |  |     |  |  |  |  |     |     |  |  |  |  | Punti | Pos. |
| ---- | -------- | ------- |  |  | --- |  |  |  |  | --- | --- |  |  |  |  | ----- | ---- |
| 1966 | Lotus    | 33 e 44 |  |  | Rit |  |  |  |  | Rit | Rit |  |  |  |  | 0     |      |

| 1967 | Scuderia | Vettura |   |   |     |   |   |   |   |  |  |  |   |  |  | Punti | Pos. |
| ---- | -------- | ------- | - | - | --- | - | - | - | - |  |  |  | - |  |  | ----- | ---- |
| 1967 | Cooper   | T81     | 1 | 5 | Rit | 9 | 6 | 5 | 8 |  |  |  | 6 |  |  | 15    | 6º   |

| 1968 | Scuderia | Vettura           |     |     |     |   |   |    |     |   |     |   |     |   |  | Punti | Pos. |
| ---- | -------- | ----------------- | --- | --- | --- | - | - | -- | --- | - | --- | - | --- | - |  | ----- | ---- |
| 1968 | BRM      | P126, P133 e P138 | Rit | Rit | Rit | 2 | 3 | NC | Rit | 6 | Rit | 3 | Rit | 4 |  | 18    | 6º   |

| 1969 | Scuderia    | Vettura     |     |     |     |    |  |     |  |   |     |   |   |  |  | Punti | Pos. |
| ---- | ----------- | ----------- | --- | --- | --- | -- |  | --- |  | - | --- | - | - |  |  | ----- | ---- |
| 1969 | BRM Ferrari | P126 312 F1 | Rit | Rit | Rit | NA |  | Rit |  | 6 | Rit | 5 | 7 |  |  | 3     | 14º  |

| 1970 | Scuderia | Vettura |   |    |   |   |    |     |     |     |   |     |   |   |   | Punti | Pos. |
| ---- | -------- | ------- | - | -- | - | - | -- | --- | --- | --- | - | --- | - | - | - | ----- | ---- |
| 1970 | BRM      | P153    | 9 | WD | 6 | 1 | 10 | Rit | Rit | Rit | 4 | Rit | 4 | 2 | 6 | 23    | 7º   |

| 1971 | Scuderia | Vettura |     |   |   |   |     |  |  |  |  |  |  |  |  | Punti | Pos. |
| ---- | -------- | ------- | --- | - | - | - | --- |  |  |  |  |  |  |  |  | ----- | ---- |
| 1971 | BRM      | P160    | Rit | 4 | 9 | 2 | Rit |  |  |  |  |  |  |  |  | 9     | 10º  |

| Legenda | 1º posto     | 2º posto | 3º posto    | A punti         | Senza punti/Non class.  | Grassetto – Pole position Corsivo – Giro più veloce |
| Legenda | Squalificato | Ritirato | Non partito | Non qualificato | Solo prove/Terzo pilota | Grassetto – Pole position Corsivo – Giro più veloce |